# Asilo Teresa e Pietro Merlini
L'Asilo Teresa e Pietro Merlini è una scuola cattolica dell'infanzia di San Benedetto del Tronto istituita nel 1863. È tra le scuole d'infanzia più antiche d'Italia tra quelle attualmente in attività. Si trova nell'area centrale della città di San Benedetto del Tronto, in via Leopardi 23, ed è attiguo alle scuole medie intitolate a Giuseppe Sacconi e adiacente alla Cattedrale di Santa Maria della Marina i cui lavori di realizzazione iniziarono pochi anni prima dell'istituzione dell'Asilo. Il quartiere di riferimento è quello di Marina Centro.
L'Istituto viene gestito da un Consiglio di Amministrazione composto da cinque membri che eleggono il presidente. I componenti del Consiglio di Amministrazione sono nominati per quattro quinti dall'amministrazione comunale di San Benedetto del Tronto e per un quinto dalla Regione Marche.

## Storia

### La Nascita
L'Asilo fu ufficialmente istituito il 5 giugno 1864 dopo che, all'inizio dell'anno precedente, nel febbraio 1863, l'allora sindaco di San Benedetto del Tronto Cesare Paielli aveva aperto una sottoscrizione per azioni finalizzata proprio alla creazione e al sostentamento di un asilo d'infanzia per i bambini "privati dei genitori o trascurati e che passavano la maggior parte del loro tempo per le strade”. L'asilo nacque ufficialmente nel giugno dell'anno successivo. Le prime aule furono ricavate all'interno dell'ospedale cittadino, una struttura che si trovava nella parte bassa del paese, a poca distanza da dove si trova attualmente l'Istituto.

### La prima gestione
A gestire l'asilo furono, fin da subito, le suore di Carità aiutate da personale laico composto da maestre e assistenti che adottarono un approccio nuovo rispetto a quello abituale come si legge in alcuni documenti dell'epoca resi noti, in occasione dei 150 anni dalla fondazione dell'asilo, dallo storico archivista Giuseppe Merlini. In quelle carte viene specificato come i bambini "si ricreano col canto, con la ginnastica e con i giochi e non vengono torturati coll’abuso dei consueti esercizi mnemonici. Durante la giornata i bambini hanno un’abbondante e buona minestra per la quale pagano 75 centesimi al mese. I poveri vengono esentati da questa tassa". Al vertice dell'istituto, fin dalla sua fondazione, c'era Suor Maria Gorgereaux, fino al 1886 data della sua morte. La religiosa era di origini francesi e apparteneva all'ordine delle Figlie della Carità di San Vincenzo de' Paoli. Già nella metà dell'Ottocento l'Istituto riusciva a mantenersi sia attraverso un contributo garantito dal Comune che mettendo in campo iniziative legate alla cultura religiosa cittadina e in particolar modo alla vicina Cattedrale grazie, ad esempio, alla tombola organizzata in occasione della Festa della Madonna della Marina che, ancora oggi, rappresenta per la città uno dei principali eventi del calendario religioso e non. Alla morte di suor Maria fu nominata direttrice dell’asilo d’infanzia e dell’ospedale la senese Suor Agnese (al secolo Luisa) Bruschi, che restò al timone delle due strutture fino al 1904.

### Il Novecento e la scuola di ricamo
Nel 1904 a dirigere l'asilo arrivò Suor Luisa Baldassini che arrivava da Firenze e che introdusse il "Laboratorio e Doposcuola Pomeridiano" dove si insegnava cucito e ricamo e che, per decenni, ha rappresentato una vera e propria istituzione lungo tutto il territorio, in particolar modo quando, più avanti negli anni, iniziò ad essere gestito da un'altra religiosa: Suor Maddalena Minelli. Le suore dell'ordine delle Figlie della Carità hanno gestito l'istituto praticamente per tutto il secolo, fino all'anno 1997 quando sono subentrate le suore dell'Immacolata Concezione.

## La sede storica
All'inizio del Novecento fu realizzata una struttura per ospitare le aule dell'asilo che, dopo un primo trasferimento dall'ex struttura ospedaliera, stava utilizzando dei locali della struttura che oggi ospita l'adiacente scuola media. Nel 1908 il sindaco dell'epoca, Filippo Leti, fece realizzare una struttura in grado di ospitare i piccoli dell'Istituto. Istituto che si rivelò fondamentale anche durante la prima guerra mondiale quando la struttura fu lasciata aperta per garantire un aiuto ai figli dei soldati impegnati al fronte. La sede storica, quella che ancora oggi ospita l'istituto, è stata invece edificata all'inizio degli anni Trenta. La prima pietra fu posta nel marzo del 1933. Il nuovo edificio costruito sul terreno attiguo alla sede utilizzata fino a quel momento. Venne inaugurato il 28 ottobre dello stesso anno.

### Il bombardamento e la ricostruzione
Il nuovo edificio fu però bombardato durante la seconda guerra mondiale malgrado lo stabile fosse stato dotato di tutte le apposite segnalazioni che indicavano, ai piloti, la presenza di una scuola con dei bambini all'interno. Così nel dopoguerra partì un intervento di ricostruzione che consentì di riqualificare e ampliare ulteriormente la struttura che fu anche dotata di un livello in più.

## L'intitolazione ai Merlini
Nel 1923 Teresa Camozzi, vedova di Pietro Merlini, donò all'istituzione dell'asilo terreni e poderi che si trovavano sia nel territorio comunale di San Benedetto del Tronto che nella zona di Porto d'Ascoli, in quello che all'epoca faceva capo al municipio di Monteprandone. Donazioni importanti che portarono ad una modifica dello statuto dell'asilo che, da quel momento, prese il nome di Teresa e Pietro Merlini.